# Národní knihovna Lucemburska
Národní knihovna Lucemburska (francouzsky: Bibliothèque nationale du Luxembourg, lucembursky: Nationalbibliothéik Lëtzebuerg) je největší a národní knihovna Lucemburského velkovévodství se sídlem v jeho hlavním městě Lucemburku. Byla založena roku 1899. Schraňuje více než 1,8 milionu tištěných dokumentů. Podléhá lucemburskému ministerstvu kultury. Od 1. října 2019 knihovna sídlí v nové budově speciálně pro ni postavené na Třídě J. F. Kennedyho, podle architektonického návrhu studia Bolles+Wilson. Od té doby se také užívá gramaticky správného názvu zdůrazňujícího, že knihovna je institucí lucemburského státu, nikoli jen města Lucemburk (do roku 2019 zněl název ve francouzštině Bibliothèque nationale de Luxembourg, což se dalo přeložit jako Národní knihovna v Lucemburku, kdežto dnes zní Bibliothèque nationale du Luxembourg). Každý týden knihovna vysílá bibliobus do 81 lucemburských měst.